# TSV Crossen
Der Turn- und Sportverein Crossen ist im Zwickauer Ortsteil Crossen ansässig. Mit etwa 350 Mitgliedern zählt er zu den größten Sportvereinen der westsächsischen Kreisstadt. Er unterhält vier Sportabteilungen für Fußball, Handball, Kegeln und Breitensport. Dem Verein steht das Sportforum Crossen mit zwei Rasen- und einem Hartplatz und einer Sporthalle zur Verfügung. Er nutzt außerdem die Schulsporthalle Crossen und die Kegelsportstätte Stangendorf.

## Geschichte
Crossen war bis 1996 eine selbständige Gemeinde. Bereits in den 1920er Jahren hatte der etwa 2500 Einwohner große Ort mit dem Fußballring 1919 Crossen einen eigenen Fußballverein. Nach dem Zweiten Weltkrieg wurden die bisherigen Sportvereine aufgelöst, später entstanden Betriebssportgemeinschaften (BSG). In Crossen wurde die BSG Rotation gegründet. Als in den 1960er Jahren die SDAG Wismut die Uranerzaufbereitung nach Crossen verlagerte, stieg der sowjetisch-deutsche Betrieb in die Betriebssportgemeinschaft ein, die sich daraufhin BSG Wismut/Rotation Crossen nannte. Sie unterhielt neben Fußball auch Sektionen für andere Sportarten, z. B. Leichtathletik. Ende der 1970er Jahre übernahm die Wismut-AG die BSG in alleinige Regie und der die Bezeichnung Rotation verschwand aus dem BSG-Namen. 1989 schloss die Wismut infolge der politischen Wende das Aufbereitungswerk und die BSG verlor ihre ökonomische Basis. Nachdem 1990 wieder die Gründung von Sportvereinen möglich wurde, gründeten BSG-Mitglieder am 6. Juli 1990 den Turn- und Sportverein Crossen e. V.

## Entwicklung des Fußballsports

Historisches Logo der BSG Wismut Crossen

Der Fußballring Crossen spielte zwischen 1925 und 1928 in der II-A-Klasse des Gau Westsachsen und 1931/32 in der 1b-Klasse im Gau Westsachsen. Trotz der Zerschlagung des Vereins nach dem Zweiten Weltkrieg trugen Crossener Fußballspieler bereits 1946 wieder Spiele gegen benachbarte Mannschaften aus. Nach Aufnahme eines geordneten Spielbetriebs in Ostdeutschland kam die BSG Rotation zunächst nicht über das Kreisklassenniveau hinaus. Erst in den 1960er Jahren gelang für einige Spielzeiten der Aufstieg in die viertklassige Bezirksklasse Karl-Marx-Stadt. Nach dem Abstieg 1969 gelang 1975 die Rückkehr in die Bezirksklasse und mit Hilfe des Wismut-Trägebetriebs die Verstärkung der Mannschaft. Binnen eines Jahres stieg Wismut/Rotation in die drittklassige Bezirksliga Karl-Marx-Stadt auf.
Zusätzlich wurde am 5. Juni 1976 nach einem 2:1-Sieg gegen Stahl Olbernhau auch der Bezirks-Fußballpokal gewonnen. Dadurch qualifizierte sich die BSG Wismut/Rotation für den DDR-weiten FDGB-Fußballpokal-Wettbewerb 1976/77. In der ersten Runde hatte Crossen gegen den Zweitligisten FSV Lok Dresden anzutreten. Das Heimspiel wurde mit 0:2 verloren, und damit schied Crossen bereits nach seinem ersten Auftritt aus dem Pokalwettbewerb aus.
Bis 1989 war Crossen eine feste Größe in der Bezirksliga und wurde von der Wismut-AG finanziell kräftig unterstützt. Dadurch gelang es, erfahrene Oberligaspieler von der benachbarten BSG Sachsenring Zwickau nach Crossen zu holen. Der 137-fache Oberligaspieler Heinz Krieger wurde Trainer, und die ehemaligen Oberligaspieler Ludwig Blank, Ralf Schneider, Dieter Schubert, Hans Speth sowie Heinz Hergert aus Jena ließen ihre Karriere in Crossen ausklingen. Nach der Saison 1988/89 zerfiel die Bezirksligamannschaft durch zahlreiche Abgänge und wurde vom Spielbetrieb zurückgezogen. Lediglich die bisherige 2. Mannschaft trat weiter in der Kreisklasse an.
Auch der neu gegründete TSV begann zunächst in der Kreisklasse Zwickauer Land. 1993 qualifizierte sich der TSV für die neu eingerichtete Kreisliga Westsachsen und 1996 gelang der Aufstieg in die Bezirksklasse Chemnitz, zu dieser Zeit die 7. Liga. Dort spielte Crossen zwei Jahre, nach dem Abstieg 1998 löste sich die Mannschaft aus finanziellen Gründen erneut auf, und es musste wieder mit der 2. Mannschaft ein Neuanfang gestartet werden. Sie hatte bisher in der 2. Kreisklasse gespielt und übernahm nun den Platz in der Kreisliga. Am Ende der Saison 1998/99 stieg die Mannschaft mit nur vier erreichten Punkten in die 1. Kreisklasse ab. 2001 gelang einer völlig neu formierten Mannschaft die Rückkehr in die Kreisliga Westsachsen, 2007 stieg der TSV in die Bezirksklasse Chemnitz auf, die seit 2008 8. Liga ist. Gleichzeitig holte sich das TSV-Team mit einem 3:1-Erfolg gegen die SG 48 Schönfels vor 437 Zuschauern den Kreispokal. In der Saison 2002/2003 schickte der TSV auch wieder eine zweite Vertretung ins Rennen. Sie ist mittlerweile zwei Mal aufgestiegen und Mitglied der 1. Kreisklasse. Aktuell versucht sich der Verein mittelfristig in der Bezirksklasse zu etablieren. Ein Novum ist außerdem, dass TSV-Cheftrainer Andreas Bachmann 2009/2010 in seine 10. Saison geht. Ein Fakt, der heutzutage seines Zeichens sucht und für die Beharrlichkeit des Vereins steht.